# مسجد شاه فیصل

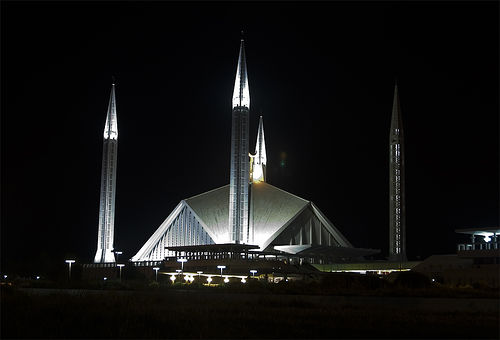
مسجد شاه فیصل در اسلام آباد پاکستان

مسجد شاه فیصل در اسلام آباد، پایتخت پاکستان، یکی از بزرگترین و مشهورترین مساجد دنیاست. این مسجد پس از ساخت در ۱۹۶۹ تا ۱۹۹۳ بزرگترین مسجد جهان بود که در زمینی به مساحت پنج هزار متر مربع ساخته شده و گنجایشی معادل سیصد هزار نمازگزار دارد.

## انگیزه ساخت
در سال ۱۹۶۶ زمانی که شاه فیصل بن عبدالعزیز پادشاه عربستان از اسلام‌آباد دیدن کرد، انگیزه برای ساخت این مسجد شروع شد. در سال ۱۹۶۹ مسابقه‌ای بین‌المللی و البته محدود و منحصر به معماران مسلمان برگزار شد. طرح می‌بایست باید به صورت سمبولیک انتظارات و ارزش‌های فرهنگی مردم پاکستان را در نظر می‌گرفت. در آن مسابقه معماران از ۱۷ کشور ۴۳ طرح پیشنهادی برای ساخت مسجد ارائه دادند پس از ۴ روز بررسی، طرح پیشنهادی ودات دالوکای (۱۹۹۱-۱۹۲۷) معماری از کشور ترکیه انتخاب شد.

## مشخصات طرح معماری

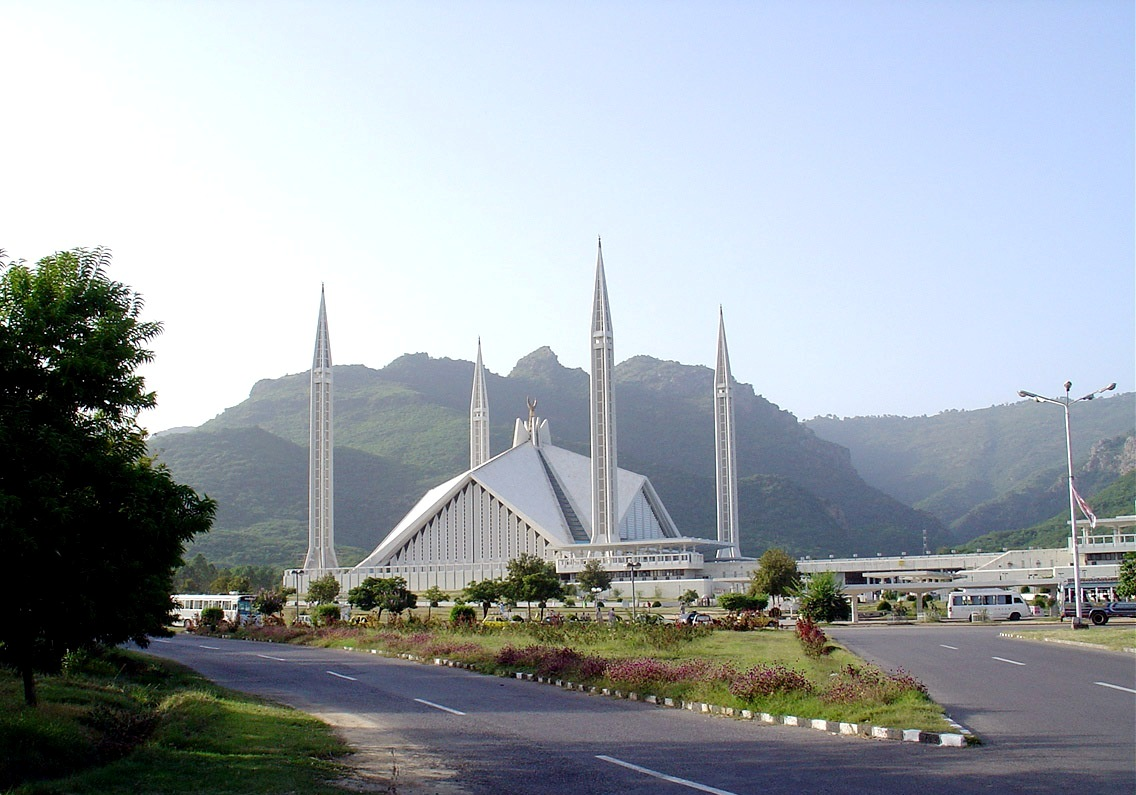
دورنمایی از مسجد شاه فیصل در اسلام آباد

طرح اولیه تنها برای یک نمازخانه بزرگ در نظر گرفته شده بود، اما در سال ۱۹۷۰ و ۱۹۸۲ تصمیم گرفته شد که فضاهای دیگری نیز به آن الحاق شود. آنچه که در نهایت احداث شد، علاوه بر نمازخانه و فضاهای مربوط به مسجد، شامل مرکز پژوهش‌های اسلامی، کتابخانه، موزه سالن کنفرانس و دفاتری برای استادان دانشگاه اسلامی بین‌المللی بود.
مجموعه این الحاقات، مساحتی را که در آغاز برای منظور شده بود، به بیش از دو برابر افزایش داد و روی هم هزینه ساخت آن را به چهل میلیون دلار آمریکا رساند، اما از آنجا که بخش‌های الحاقی، همگی خارج از نمازخانه اصلی بودند، تغییری در طرح اصلی مسجد ایجاد نکردند.
در طرح جامع شهر اسلام آباد، مسجد در شمال و در انتهای جاده ورودی اصلی شهر- شاهراه اسلام آباد- پیش‌بینی شد. زمین‌های پیرامون مجموعه باز هستند و مسجد در آن همانند یک فضای تندیس گونه در نظر می‌آید. این موضوع باعث می‌شود بنا به صورت یک منظره مستقل جلوه‌گر شود، نه به عنوان ترکیب یک پارچه‌ای از بافت شهر و از این جنبه شبیه بیشتر مساجد ایالتی و ملی است.
دالوکای ساختار خیمه مانند و بدیع را در طرح خود پیشنهاد کرد که دارای سقف‌های شیبدار، سقف خارجی مرمرین و چهار مناره بلند بود. در حقیقت طرح، دالوکای از جمله نخستین طرح‌های بود که در پاکستان از انواع قوس‌ها و گنبدهای سنتی و متعارف پیروی نمی‌کرد.
دالوکای به همان اندازه که به مدرن بودن طرح توجه می‌کند، اصول طراحی اسلامی سنتی را نیز به خوبی به کار می‌گیرد. معمار این مسجد در طی ساخت پروژه، در یک بازدید مطالعاتی، دربارهٔ طرح‌اش به دانشجویان این گونه توضیح می‌دهد: «من سعی کردم که جوهره، تناسبات و هندسه کعبه را به روشی کاملاً انتزاعی به کار گیرم. نقطه اوج هر یک از چهار مناره یاد آوره چهار گوشه بلند کعبه است و به این طریق با این مناره‌ها فرم نامحسوسی از کعبه، بر مبنای تناسبات آن ایجاد شده‌است. اگر بالای هر مناره را به صورت مورب به انتهای پایانی مناره مقابل آن وصل کنید، یک هرم مربع القاعده در داخل آن معکب نامرئی مشخص می‌شود. تراز پایینی این هرم، بدنه صلب مسجد را تشکیل می‌دهد و آن چهار مناره با نقطه اوج‌شان، معکب فرضی کعبه را کامل می‌کنند.»
ارتفاع هر چهار مناره که تحت تأثیر معماری ترکیه، بلند و باریک و نوک تیز هستند به نود متر می‌رسد.

## ساخت بنا

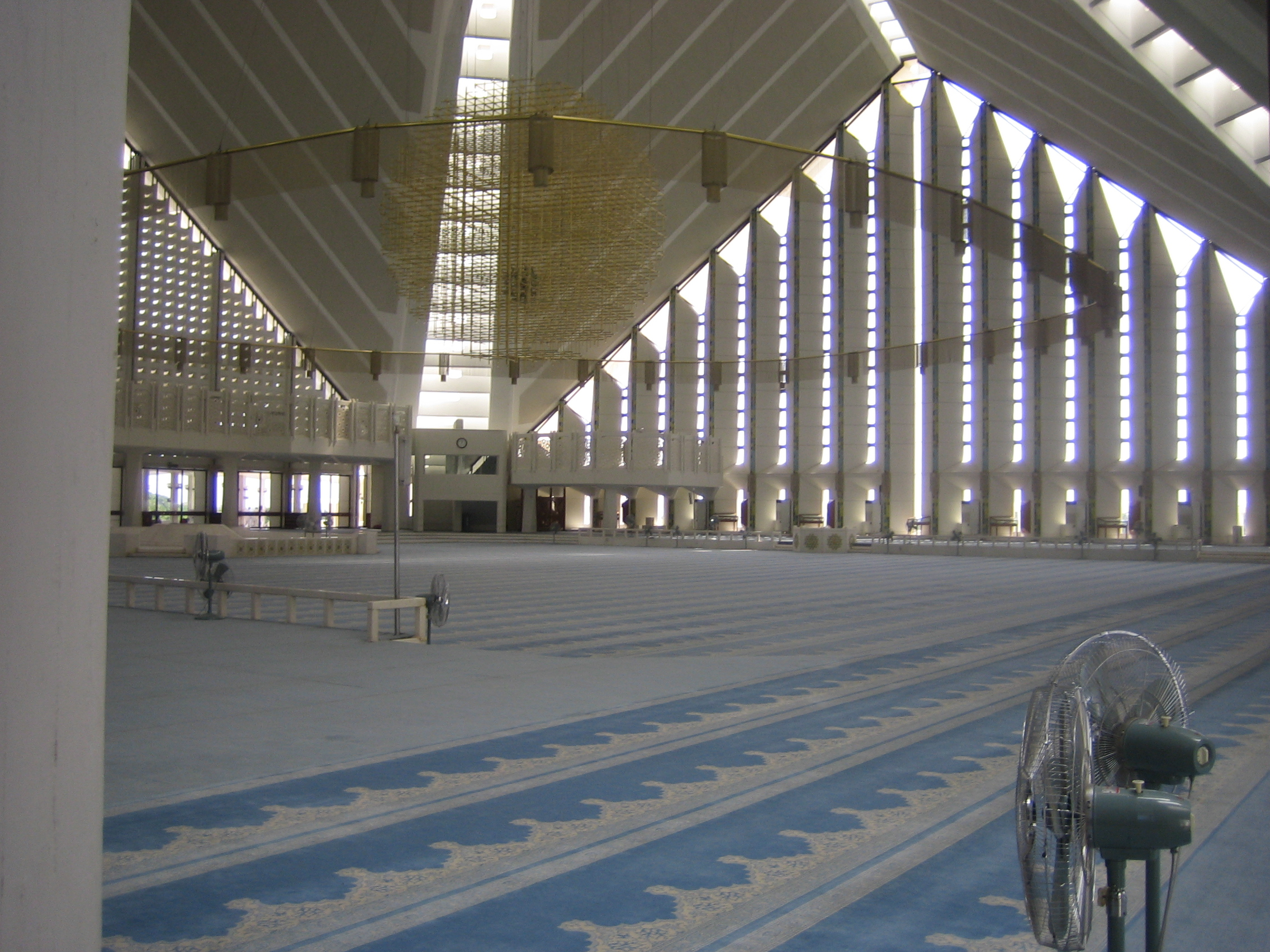
داخل مسجد

ساخت مسجد در سال ۱۹۷۶ توسط سازندگان پاکستان به سرپرستی «عزیم بروجردی» شروع شد. سرمایه‌ای معادل ۱۳۰ میلیون ریال سعودی معادل ۱۲۰ میلیون دلار آمریکا برای ساخت این مسجد توسط دولت عربستان سعودی در نظر گرفته شد. ساخت این مسجد در سال ۱۹۸۶ به اتمام رسید و به عنوان دانشگاه بین‌المللی اسلامی مورد استفاده قرار گرفت.

## نام‌گذاری بنا
از آنجایی که شاه فیصل عبدالعزیز سرمایه‌گذار اصلی و بانی ساخت این مسجد بود این مسجد و خیابان مجاور آن پس از به قتل رسیدن وی در سال ۱۹۷۵ به همین نام ثبت شد.

## موقعیت مکانی
موقعیت مکانی این مسجد بیانگر میزان اهمیت آن است، چرا که قرارگیری آن در یک موقعیت مسطح و مرتفع باعث شده‌است که بنا، در طول شبانه‌روز به عنوان یک نشانه شهری شاخص از فواصل بسیار دور نیز قابل رؤیت باشد. مسجد شاه‌فیصل با ساختار معماری مدرن خود، در مقابل منظر تپه‌های مارگالا، هستند یک کوه کوچک یا یک خیمه سفید رنگ عظیم به نظر می‌رسد که توسط چهار مناره بلند و باریک در چهار گوشه قاب شده‌است.
این مسجد در انتهای بزرگراه اسلام‌آباد، در انتهای این شهر و در مقابل یک منظره بسیار زیبا که توسط تپه‌های مارگالا ساخته شده‌است قرار دارد. این ناحیه نقطه مرکزی اسلام‌آباد است و چون نشانی شهری معرف این شهر می‌باشد.

## مشخصات بنا
مسجد شاه فیصل یکی از بزرگترین مساجد دنیاست و در زمینی به مساحت پنج هزار متر مربع ساخته شده‌است که گنجایش آن معادل سیصد هزار نمازگزار است.
ترکیب معماری سنتی و معماری مدرن طراحی منحصربه‌فردی به این مسجد داده است. برخلاف طراحی سنتی مساجد این مسجد فاقد گنبد است و گنبد آن به شکل چادر طراحی شده‌است. سالن نمازگزاران مثلثی شکل و ۴ مناره اطراف آن به شکل مدادهای باریک است ورودی مسجد توسط لوسترهای بزرگ و دیوارها توسط موزائیک‌های زیبا و خطاطان مشهور پاکستانی به خط کوفی نوشته و طراحی شده‌اند. به هر حال از بعضی جهات این مسجد پلی بین معماران سنتی عربی، ترکی و مسلمانان پاکستانی است.
ورودی اصلی از شرق است و با یک حیاط با مسجد مرتبط می‌شود. فواره‌های بزرگ در محور این ورودی، بر روی یک سکوی بلند قراردارد. مقیاس عظیم پروژه هنگامی به خوبی درک می‌شود که به این جزئیات توجه کنیم: نمازخانه اصلی برای ده هزار نفر، نمازخانه بانوان برای ۱۵۰۰ نمازگزار که درست در بالای ورودی واقع شده‌است. فضاهای دیگر عبارتند از حیاط که می‌تواند چهل هزار نفر را در خود جای دهد، یک سکو برای ۲۷ هزار نفر و رواق‌هایی که گنجایش ۲۲ هزارنفر را دارند. علاوه بر این محوطه‌های سبز می‌توان به عنوان فضاهای عبادی در فضای باز برای دویست هزار نفر مورد استفاده قرار گیرند.
نمازخانه اصلی بر مبنای یک پلان مربعی به طول شصت متر است و به‌جای استفاده از گنبدهای سنتی که معمولاً در مساجد به کار گرفته می‌شوند با یک پوسته بتونی پخ‌دار هشت وجهی که جلوهای از یک خیمه بیابانی را به نمایش می‌گذارد، پوشش داده‌شده‌است.
ارتفاع پوسته سقف به چهل متر می‌رسد و روی چهار شاه تیر بتونی عظیم تحمل می‌شود. این پوسته یک شاهکار مهندسی دقیق و حساب‌شده‌است و به صورت سازه فضایی و متشکل از قالب‌های بتنی مثلثی شکل است.
فواصل شیشه‌دار ما بین قاب‌ها، نور طبیعی را به داخل سرسرای اصلی مسجد هدایت می‌کند و ارزشی معنوی به فضای داخلی می‌بخشند.
سطح خارجی بنا با سنگ مرمر سفید رنگ پوشیده شده‌است و سطوح داخلی با طرح‌های موزاییکی آراسته شده‌اند. دیوار قبله در نمازخانه اصلی مسجد با کاشی‌های لعاب داده ترکی در رنگ‌های آبی طلایی مزین شده‌است. در نمازخانه اصلی، قابل توجه‌ترین جنبه، تاکیدات عمودی است.
محورهای عمودی که بیشتر به معماری عثمانی شباهت دارد، به گونه‌ای استفاده شده‌است که امتدادهای افقی اصلی در فضا را که به سمت مکه هستند، شاخص‌تر می‌کند.
در جلوی دیوار قبله، محراب و محور قرار دارد که هر دو توسط یک هنرمند پاکستانی طراحی شده‌اند.
محراب بلند و غیر متعارف این مسجد، یک عنصر معماری تندیس‌وار ساده به شکل یک قرآن مفتوح عمودی است ولی منبر طرح نسبتاً متداولی دارد. یک چل‌چراغ زیبای بزرگ در نمازخانه اصلی وجوددارد که در آن از هزتر لامپ الکتریکی استفاده شده‌است.
در پای دیوار غربی و شمالی نمازخانه اصلی مسجد در فضای بیرونی، استخرهایی قرار داده‌شده‌است که باعث می‌شوند جریان هوا به واسطه آب سطح آن‌ها تعدیل شود. همچنین درخشش نوار باریک شیشه‌ای در امتداد طول دیوار قبله در اثر نور غیر مستقیم منعکس‌شده از استخر بزرگ بیرونی و بازتاب آن به فضای داخل، روحی تازه و مضاعف به فضا می‌بخشد.
محل در نظر گرفته‌شده برای مسابقات روخوانی و قرائت قرآن کریم که به‌ویژه در سال‌روز ولادت پیامبر برگزار می‌شود، یک سکوی برآمده در امتداد دیوار شمالی است که با خط هنرمند پرآواز و معاصر پاکستانی، در سبکی نوین مزین‌شده‌است.
سازه بتونی مسجد، در داخل به صورت نمایان و به رنگ سفید است و کف‌ها از گرانیت براق و صیقلی پوشیده‌شده‌اند. دسترسی به نیم‌طبقه بانوان از طریق گذرگاهی سرپوشیده فراهم شده‌است که در آن قطعه‌ای از یک حدیث نوشته شده‌است: «بهشت زیر پای مادران است».
دالوکای معماری بود که توانست مصالح را با مهارت خاصی به کار گیرد و تأثیرات مطلوبی را بیافریند. شکل تندیس‌وار ساختمان توأم با مدرن بودن آن در کنار نمایش آخرین فناوری‌های سازه‌ای معاصر و عدم استفاده از مصالح محلی موجود نظیر سنگ و آجر، ساختمان را به عنوان نمادی مهم از شهر مطرح ساخته‌است. دالوکای با مهارت و خبرگی هنری خود، معماری‌ای را خلق کرده‌است که در آن تکنولوژی مدرن به عنوان راهی برای ارتباط با خدا به کار رفته‌است و نمازگزار را به تفکر و تعمق وامی‌دارد.
مقیاس بزرگ کار، جای‌گیری و صحنه پردازی باشکوه آن در مقابل تپه‌ها بیان فرمال قوی و مدرن بودن بنا، مسجد شاه فیصل را به عنوان نقطه عطفی در معماری معاصر جهان اسلام تبدیل کرده‌است.

## فضاهای الحاقی
مسجد شاه فیصل با دربرگرفتن کتابخانه موزه، سالن کنفرانس، رستوران و دانشگاهی با ظرفیت. هفت‌صد دانشجو که در زیر حیاط اصلی جای داده‌شده‌است، همانند یک شهرک کوچک است و بنابراین هم از لحاظ ترکیب ظاهری و هم از جنبه ابعاد، تأثیرگذار و پرابهت است. یکی دیگر از فضاهای الحاق شده به این مسجد آرامگاه ژنرال محمد ضیاء الحق است که در این مسجد قرار گرفته‌است.

## نگارخانه

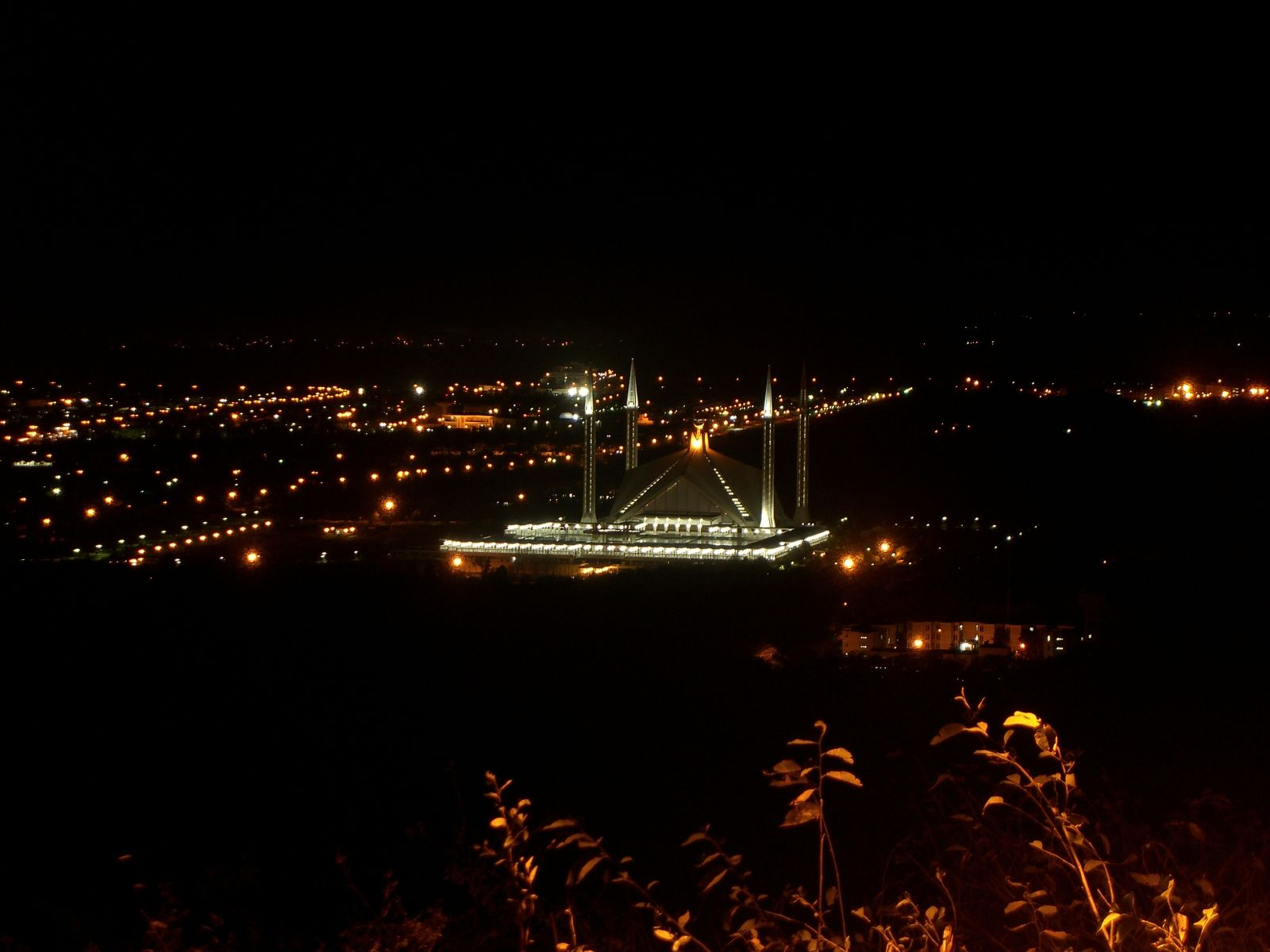
منظر مسجد فیصل و مناطق پیرامونی آن در شب
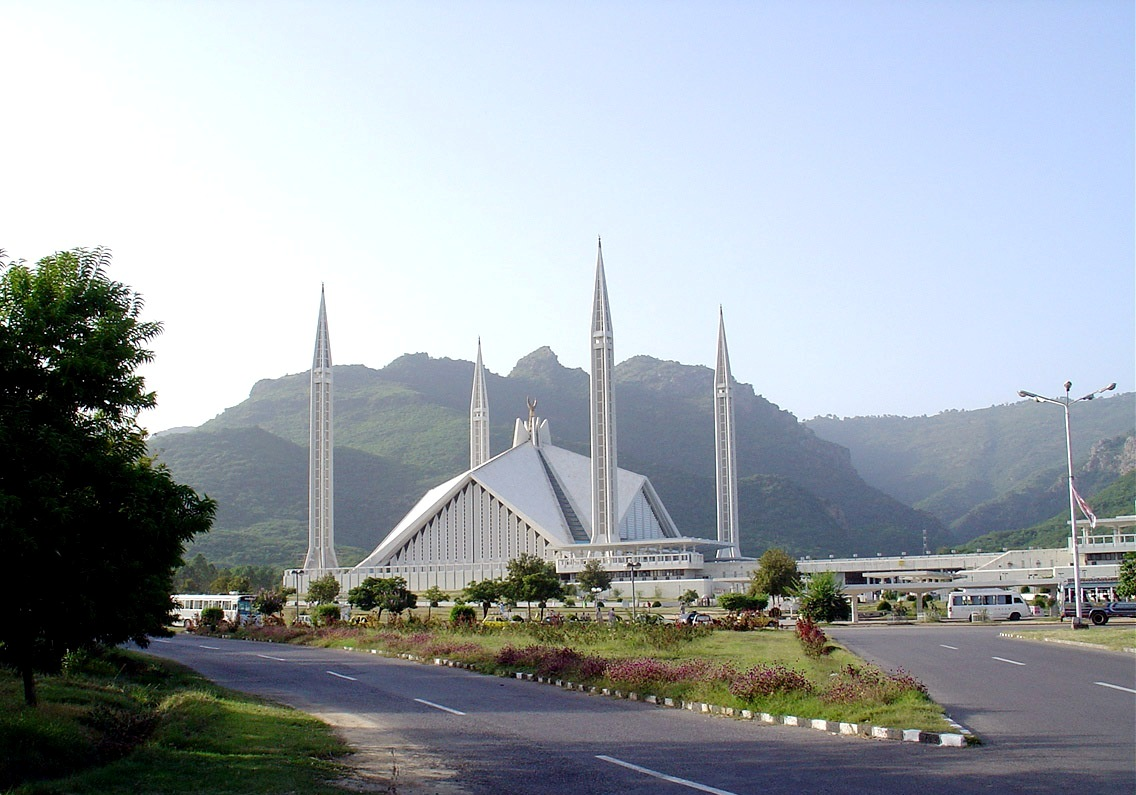
دور نمای مسجد
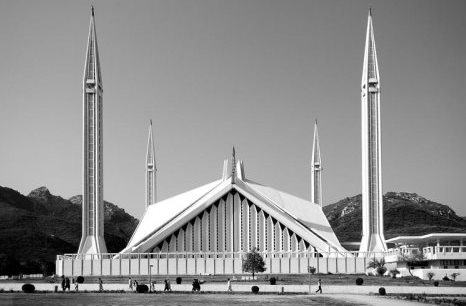
مسجد شاه فیصل در مارس ۲۰۰۶